# Pareiasuchus
Pareiasuchus var en växtätande reptil som levde under permperioden och tillhörde familjen Pareiasaurier. Fossil har hittats i Sydafrika och Zambia. Pareiasuchus blev klassifcerad som en Pareiasaurie 1997 av M.S.Y. Lee.  

## Släkten
- Arganaceras
- Bradysaurus
- Deltavjatia
- Elginia
- Embrithosaurus
- Nanopareia
- Nochelesaurus
- Pareiasaurus
- Scutosaurus
- Shihtienfenia
- Velosauria